# Chaetostomella baezi
Chaetostomella baezi es una especie de insecto del género Chaetostomella de la familia Tephritidae del orden Diptera.

## Historia
Merz la describió científicamente por primera vez en el año 2000.